# الینا انتوپینا
الینا انتوپینا (اوکراینی: Олена Володимирівна Антипіна؛ زادهٔ ۱۹ مارس ۱۹۷۹) تنیس‌باز اهل اوکراین است.